# 제80보병사단 라스페치아
제80보병사단(80th Infantry Division)은 제2차 세계 대전에 참전한 이탈리아 육군의 보병사단이다. 1943년 이탈리아가 연합국에게 항복을 선언하면서 해체되었다.

## 부대 편성
- 125보병연대
- 126보병연대
- 80포병연대
- 39저격연대
- 80대전차대대
- 343포병대대
- 80공병대대